# 假镰羽双盖蕨
假镰羽双盖蕨（学名：Diplazium petrii）也称假镰羽短肠蕨，为蹄盖蕨科双盖蕨属下的一个种。